# Siarhiej Jaromka
Siarhiej Walerjewicz Jaromka, biał. Сяргей Валер'евіч Яромка, ros. Сергей Валерьевич Яромко, Siergiej Walerjewicz Jaromko (ur. 7 kwietnia 1967 w Mińsku, Białoruska SRR) – białoruski piłkarz, grający na pozycji napastnika, a wcześniej pomocnika, trener piłkarski.

## Kariera piłkarska

### Kariera klubowa
Jest wychowankiem SDJuSzOR Dynama Mińsk. W 1984 rozpoczął karierę piłkarską w Burawiesnik Mińsk, który w następnym roku zmienił nazwę na SKIF. W 1989 przeniósł się do kazachskiego Melioratora Szymkent. W 1991 przeszedł do Ałgi Frunze. W sezonie 1991/92 występował w klubie Metal Kluczbork. Potem powrócił do Białorusi, gdzie bronił barw bobrujskich zespołów Szynnik i Fandok. W 1995 roku odszedł do MPKC Mozyrz, a w 1997 zasilił skład klubu Tarpeda-MAZ Mińsk. W 2001 powrócił do SKIF, w składzie którego zakończył karierę piłkarską.

### Kariera reprezentacyjna
W 1994 rozegrał jeden mecz w reprezentacji Białorusi.

### Kariera trenerska
Jeszcze będąc piłkarzem SKIF Mińsk rozpoczął pracę szkoleniową łącząc funkcje trenera i zawodnika. W latach 2001–2003 pomagał trenować Lakamatyu Mińsk, a potem Dynama Mińsk. Od 2005 do 2009 samodzielnie prowadził klub Źmiena Mińsk, który w 2006 przekształcił się w FK Mińsk. W 2010 ponownie pomagał trenować Dynama Mińsk. W 2011 stał na czele mińskiego zespołu Skwicz Mińsk, a w następnym roku zmienił klub na Biełszynę Bobrujsk. W lipcu 2012 został zwolniony z bobrujskiego klubu. W styczniu 2012 otrzymał propozycję pomagać trenować kazachski Jertis Pawłodar, z którym pracował do lata 2013. W maju 2014 objął stanowisko głównego trenera FK Haradzieja.

## Sukcesy i odznaczenia

### Sukcesy klubowe
- mistrz Białorusi: 1996
- wicemistrz Białorusi: 1995
- zdobywca Pucharu Białorusi: 1996
- mistrz Białoruskiej Pierwszej Ligi: 1993, 1995

### Sukcesy trenerskie
- mistrz Białoruskiej Pierwszej Ligi: 2006, 2008

### Sukcesy indywidualne
- król strzelców Białoruskiej Wyszejszaj lihi: 1995 (16 goli), 1998 (19 goli)

### Odznaczenia
- tytuł Mistrza sportu Białorusi: 1996